# Eye Benches II
Eye Benches II är en skulptur av den fransk-amerikanska skulptören Louise Bourgeois, inköpt av Balticgruppen för Umedalens skulpturpark.
Skulpturen är huggen ur svart granit från Zimbabwe av italienska stenhuggare , åren 1996–1997. Verkets två delar liknar gigantiska, vakande ögon – som överblickar trädgården framför motionsanläggningen Iksu spa – och har baksidor som kan fungera som sittplatser.
| ”                  | Whether it is an eye that sees the reality of things or whether it is an eye that sees a world of fantasy…It is the quality of your eyes and the strength of your eyes that are expressed here. Nobody is going to keep me from seeing what is instead of what I would like. | „ |
| – Louise Bourgeois | |   |

## Varianter
Skulpturerna Eye Benches I, II och III donerades år 2005 av konstnären till 75-årsjubileet för Seattle Art Museum och finns sedan 2007 i museets olympiska skulpturpark.